# Wiktor Grigorjewitsch Sawtschenko

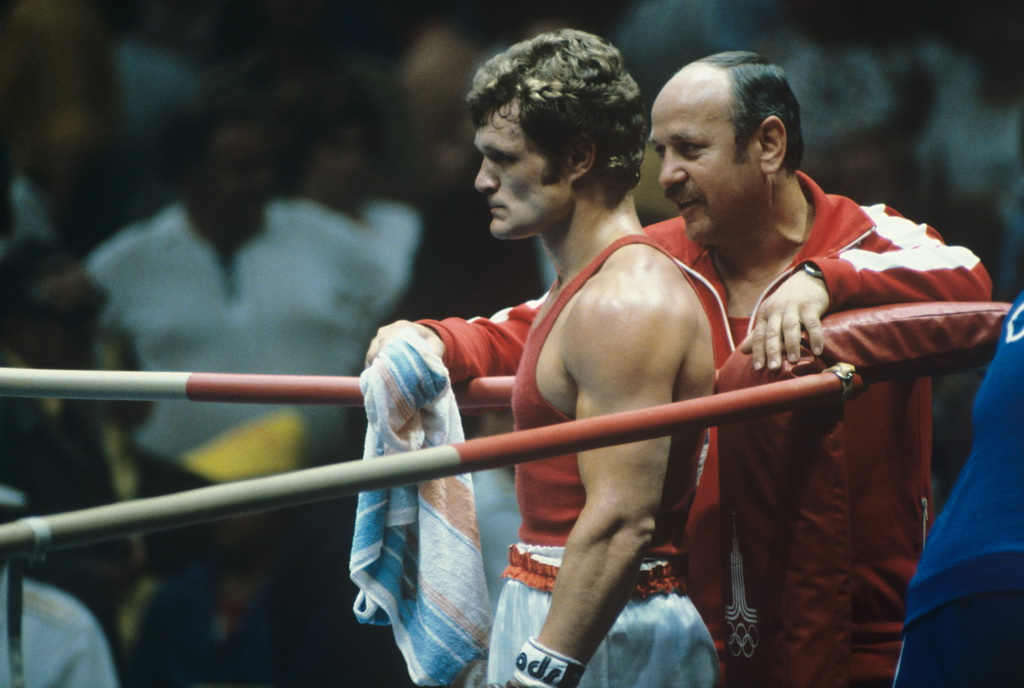
Wiktor Sawtschenko

Wiktor Grigorjewitsch Sawtschenko (russisch Виктор Григорьевич Савченко, engl. Transkription Viktor Savchenko; * 17. September 1952 in Ataman, Rajon Henitschesk, Ukrainische SSR) ist ein ehemaliger sowjetischer Boxer. Er war Weltmeister 1978 und Europameister 1977 im Halbmittelgewicht. Außerdem gewann er bei den Olympischen Spielen 1976 eine Bronzemedaille und 1980 eine Silbermedaille im Halbmittel- bzw. Mittelgewicht.

## Werdegang
Wiktor Sawtschenko wuchs in der Ukraine auf und begann als Jugendlicher mit dem Boxen. Nach ersten größeren Erfolgen trainierte er im  gemeinsamen Trainingszentrum der Armee und der Sportorganisation Dynamo in Dnipropetrowsk. Er selbst war Angehöriger der Sportorganisation Avangard.
Zum ersten Mal machte er im Jahre 1975 nachhaltig auf sich aufmerksam, als er Meister der Ukraine im Halbmittelgewicht wurde. Obwohl er 1975 nicht an der sowjetischen Meisterschaft teilnahm, hatte er auf die verantwortlichen sowjetischen Trainer und vor allem auf Cheftrainer Boris Stepanow einen so guten Eindruck gemacht, dass er für die Europameisterschaft dieses Jahres in Kattowitz nominiert wurde. In Kattowitz siegte er im Halbmittelgewicht über Svetomir Belić aus Jugoslawien, Alexandru Tirboi aus Rumänien und Mihaly Rapcsak aus Ungarn jeweils klar mit 5:0 Richterstimmen. Im Finale unterlag er aber dem erfahrenen Silbermedaillengewinner von den Olympischen Spielen 1972 Wiesław Rudkowski aus Polen mit 1:4 Richterstimmen nach Punkten.
Wiktor Sawtschenko wurde auch zu den Olympischen Spielen 1976 in Montreal entsandt. Nach einem kampflosen Sieg über John Odhiambho aus Uganda kam er in den beiden nächsten Kämpfen zu KO-Siegen jeweils in der 2. Runde über Pierangelo Pira aus Italien und Alfredo Lemus aus Venezuela. Als hoher Favorit ging er auch in das Halbfinale gegen Jerzy Rybicki aus Polen, zeigte er in diesem Kampf aber Nerven und verlor knapp mit 2:3 Richterstimmen nach Punkten und musste mit der olympischen Bronzemedaille zufrieden sein.
1977 wurde Wiktor Sawtschenko mit einem Punktsieg über Alexei Kruts erstmals sowjetischer Meister. Im gleichen Jahr gewann er dann bei der Europameisterschaft in Halle im Halbmittelgewicht auch seinen ersten internationalen Titel. Mit einem Abbruchsieg in der zweiten Runde über Vasile Didea aus Rumänien, einem kampflosen Sieg über Zheljo Stefanow aus Bulgarien, einem klaren 5:0-Punktsieg über Jerzy Rybicki und einem KO-Sieg in der 1. Runde über Markus Intlekofer aus der Bundesrepublik Deutschland wurde er in überlegenem Stil Europameister.
1978 konzentrierte sich Wiktor Sawtschenko voll auf die Weltmeisterschaft in Belgrad. Er startete aus diesem Grund auch nicht bei der sowjetischen Meisterschaft. In Belgrad zahlte sich dies aus, denn er gewann dort nach einem kampflosen Sieg über George Kabuto aus Uganda gegen Erol Keloglu aus der Türkei durch Abbruch in der ersten Runde und schlug seinen alten Widersacher Jerzy Rybicki im Halbfinale in der ersten Runde KO. Im Finale zeigte er im Kampf gegen Luis Felipe Martínez aus Kuba wieder Nerven und kam zu einem glücklichen 3:2-Punktsieg und wurde damit Weltmeister.
1979 musste Wiktor Sawtschenko bei der sowjetischen Meisterschaft im Mittelgewicht im Halbfinale eine überraschende Abbruchniederlage in der 3. Runde gegen Anatoli Koptew hinnehmen. Als der erfahrenere Boxer wurde er aber trotzdem bei der Europameisterschaft in Köln eingesetzt. Im Halbmittelgewicht gewann er dort über Ulf Thorkildsen aus Dänemark durch Abbruch in der 1. Runde, über Vasile Girgavu aus Rumänien durch KO in der 1. Runde und über Markus Intlekofer kampflos. Im Finale zeigte er seine bekannten Schwächen und unterlag völlig unerwartet dem Jugoslawen Miodrag Perunović mit 2:3 Richterstimmen nach Punkten.
1980 wechselte Wiktor Sawtschenko endgültig in das Mittelgewicht. Zur Vorbereitung auf die Olympischen Spiele in Moskau gewann er im Frühjahr dieses Jahres zwei gut besetzte Turniere in Belgrad und in Lodz mit einem Abbruchsieg in der 2. Runde über Boyko Kostadinow aus Bulgarien bzw. mit einem klaren Punktsieg über Tarmo Uusivirta aus Finnland. Bei der sowjetischen Meisterschaft gelang ihm im Finale des Mittelgewichts die Revanche gegen Anatoli Koptew, den er diesmal klar nach Punkten schlug.
Im olympischen Boxturnier feierte er dann in seinen ersten vier Kämpfen nur vorzeitige Abbruchsiege: gegen Damir Škaro aus Jugoslawien in der 3. Runde, gegen Robert Pfitscher aus Österreich in der 2. Runde, gegen Manfred Trauten aus der DDR in der 2. Runde und gegen Jerzy Rybicki in der 3. Runde. Im Finale schaffte er es aber nicht seine körperlichen Vorteile gegen José Gómez Mustelier aus Kuba auszunutzen. Gomez ließ sich von dem schlagstarken Sawtschenko nicht stellen und gewann mit einem 4:1-Punktsieg die Goldmedaille. Für Wiktor Sawtschenko blieb nur die Silbermedaille.
Nach den Olympischen Spielen in Moskau beendete Wiktor Sawtschenko seine internationale Boxerkarriere. Er war mit Sicherheit einer der schlagstärksten Halbmittelgewichtler bzw. Mittelgewichtler, die jemals als Amateure im Ring standen, das zeigen seine vielen kurzrundigen KO- bzw. Abbruchsiege. Dass er nicht noch mehr internationale Titel gewann, lag an seinen Nerven, die er ausgerechnet meist in den Finalkämpfen nicht voll unter Kontrolle hatte.

## Internationale Erfolge
(OS = Olympische Spiele, WM = Weltmeisterschaften, EM = Europameisterschaften, Hm = Halbmittelgewicht, Mi = Mittelgewicht, damals bis 72 kg bzw. 75 kg Körpergewicht)
- 1975: 2. Platz, EM in Kattowitz, Hm, hinter Wieslaw Rudkowski, Polen und vor Mihaly Rapcsak, Ungarn u. Dorfer, Österreich;
- 1976: Bronzemedaille, OS in Montreal, Hm, hinter Jerzy Rybicki, Polen u. Tadija Kacar, Jugoslawien, gemeinsam mit Rolando Garbey, Kuba;
- 1977: 1. Platz, EM in Halle/Saale, Hm, vor Markus Intlekofer, BRD, Marjamaa, Finnland u. Jerzy Rybicki;
- 1978: 1. Platz, WM in Belgrad, Hm, vor Luis Felipe Martínez, Kuba, Jerzy Rybicki u. Iliew, Bulgarien;
- 1979: 2. Platz, EM in Köln, Hm, hinter Miodrag Perunovic, Jugoslawien u. vor Rstislav Osicka, CSSR u. Markus Intlekofer;
- 1980: Silbermedaille, OS in Moskau, Mi, hinter José Gómez Mustelier, Kuba u. vor Valentin Silaghi, Rumänien u. Jerzy Rybicki

## Sowjetische Meisterschaften
(Finalergebnisse)
- 1977: Hm, Punktsieger über Alexei Kruts,
- 1980: Mi, Punktsieger über Anatoli Koptew

## Länderkämpfe
- 1976: Moskau, UdSSR gegen USA, Hm, KO-Sieger 1. Runde über Keith Broom,
- 1977: Las Vegas, USA gegen UdSSR, Hm, Abbruch-Sieger 2. Runde über Clinton Jackson,
- 1977: Shreveport, USA gegen UdSSR, Hm, KO-Sieger 2. Runde über J. Reiford,
- 1977: Milwaukee, USA gegen UdSSR, Hm, KO-Sieger 1. Runde über Rusty Rosenberger,
- 1979: Las Vegas, USA gegen UdSSR, Mi, Punktsieger über Jeff McCracken,
- 1979: Lafayette, USA gegen UdSSR, Mi, KO-Sieger 1. Runde über Poncho Carter,
- 1980: Moskau, UdSSR gegen USA, Mi, KO-Soeger 1. Runde über Jose Cruz